# بیزاری

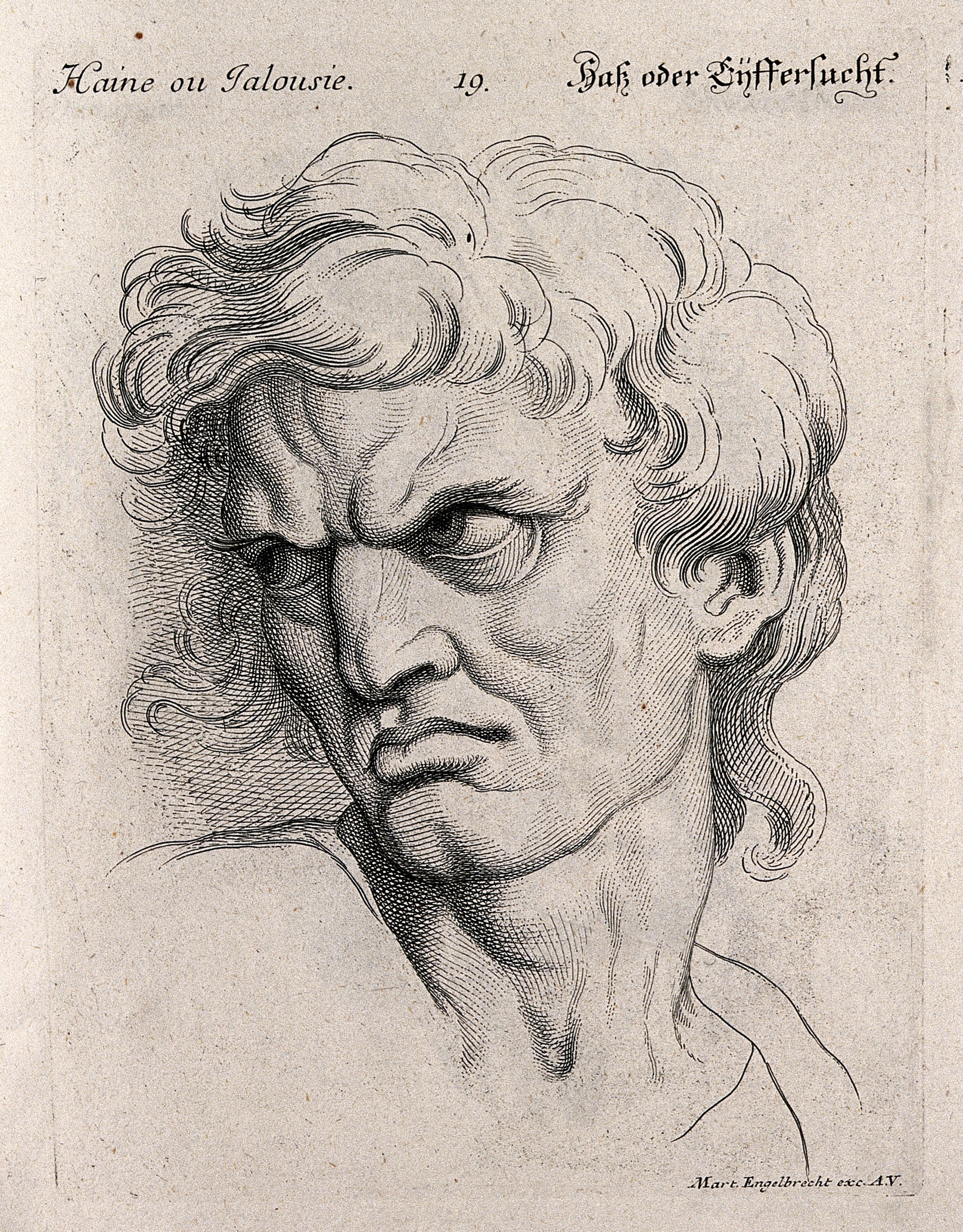
مردی با اخم، درحال ابراز نفرت یا حسادت. حکاکی اثر ام.انگلبرشت، ۱۷۳۲، به یاد سی.لو‌برون. مجموعه‌های شمایل‌نگاری کلمات کلیدی: شارل لو‌برون؛ مارتین انگلبرشت

بیزاری یا نفرت یا بد آمدن از کسی یا چیزی (به انگلیسی: Hatred)، احساس هیجان دوست نداشتن عمیقی است که ممکن است نسبت به اشخاص، اشیاء یا طرز فکری دست دهد. بیزاری اغلب با احساس خشم و خصومت در ارتباط است. برخی اصول اخلاقی مانند قاعده طلایی با بیزاری مخالفت می‌کنند. در روان‌شناسیِ زیگموند فروید، بیزاری حالتی از ایگو است که می‌خواهد منبعِ ناخشنودکنندهٔ خود را نابود کند.
رنجش یکی از احساسات پیچیده و عمیق انسانی است که می‌تواند ناشی از عوامل مختلفی باشد. رنجش معمولاً ناشی از تجربهٔ ناامیدی، بی‌عدالتی یا آسیب عاطفی می‌باشد. این احساس می‌تواند به‌طور ناخواسته در روابط فردی ایجاد شود و به مرور زمان به کینه و دلخوری تبدیل گردد.
رنجش نه تنها بر روحیه فرد تأثیر منفی می‌گذارد، بلکه می‌تواند روابط اجتماعی را نیز تحت تأثیر قرار دهد. برای مدیریت رنجش، مهم است که فرد به خودآگاهی برسد و با گفتگو یا مشاوره، احساسات خود را بیان کند. این فرایند می‌تواند به تسکین و بهبود روابط کمک کند. رنجش یکی از احساسات پیچیده و عمیق انسانی است که می‌تواند ناشی از عوامل مختلفی باشد. رنجش معمولاً ناشی از تجربهٔ ناامیدی، بی‌عدالتی یا آسیب عاطفی می‌باشد. این احساس می‌تواند به‌طور ناخواسته در روابط فردی ایجاد شود و به مرور زمان به کینه و دلخوری تبدیل گردد.